# Giovanni di Paolo Rucellai

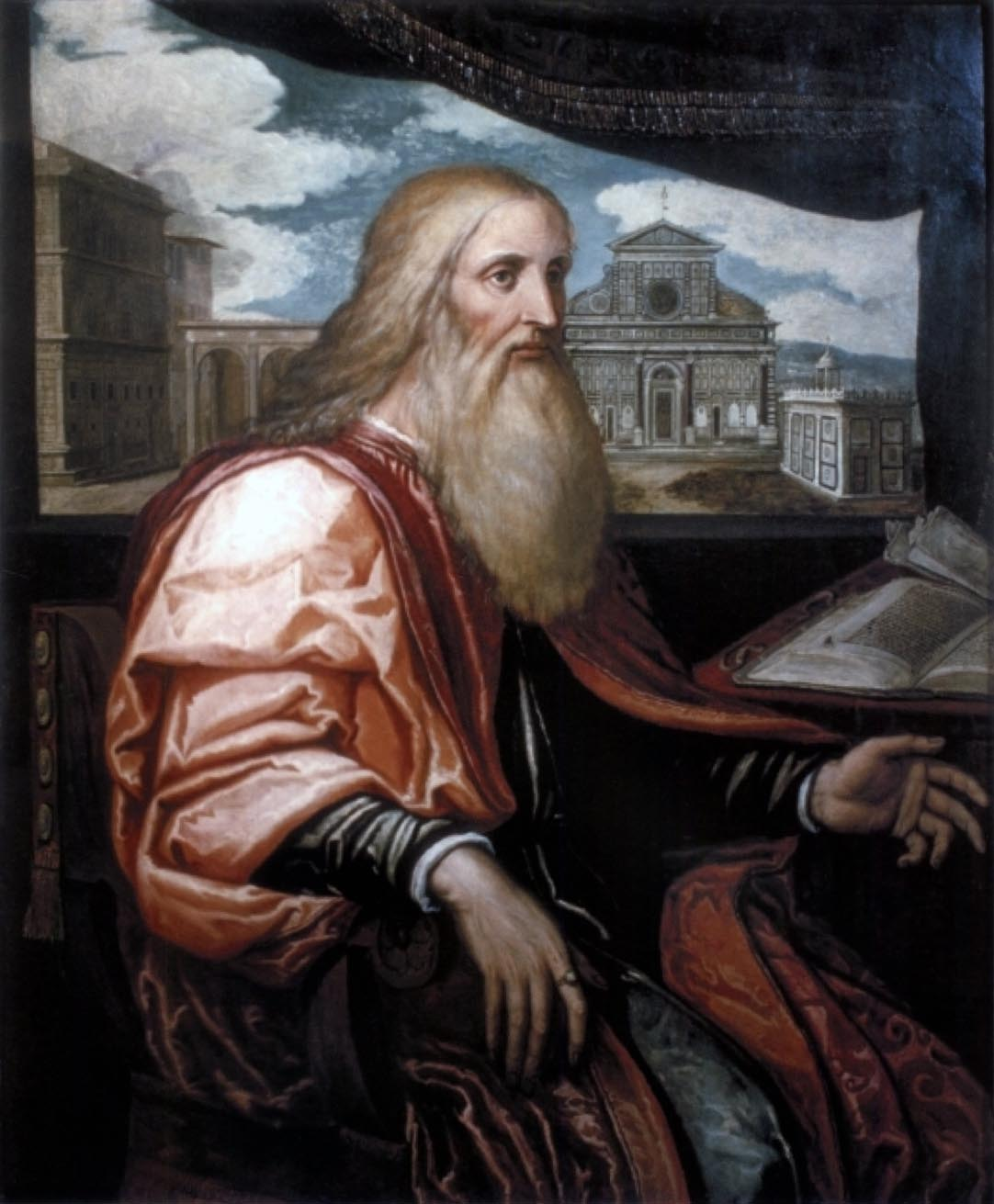
Ritratto postumo attribuito a Francesco Salviati

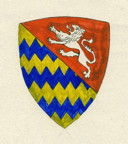
Stemma Rucellai

Giovanni Rucellai, detto Giovanni di Paolo o Giovanni I per distinguerlo da suo nipote omonimo Giovanni Rucellai (Firenze, 26 dicembre 1403 – Firenze, 29 ottobre 1481), è stato un mercante, umanista e scrittore italiano, importante mecenate della Firenze rinascimentale.

## Biografia
Fu innanzitutto un famoso mercante che accumulò ingenti ricchezze con il commercio dei panni di lana in tutta Europa.
Politicamente si trovò ad essere contemporaneo di Cosimo il Vecchio de' Medici, del quale guardò con preoccupazione e sospetto la vertiginosa ascesa politica, che poteva minare la ricchezza, la stabilità e il prestigio delle altre famiglie di primates fiorentine. Quando si trattò di esiliare Cosimo non si schierò però apertamente contro lui, anche se il fatto di essere genero di quel Palla Strozzi, che con Rinaldo degli Albizi era a capo della fazione anti-medicea, lo portava più nell'orbita degli oppositori. Al rientro di Cosimo però, mentre gli esponenti degli Strozzi e degli Albizi incriminati venivano loro volta esiliati in segno di rivincita, questa sorte non toccò ai Rucellai, che si mantennero al di sopra di ogni sospetto.
Anzi, nel 1466 Giovanni rafforzò il legame tra la sua famiglia e i Medici, combinando il matrimonio tra suo figlio Bernardo e Lucrezia, detta Nannina de' Medici, nipote di Cosimo e sorella di Lorenzo il Magnifico.
Analogamente alla casata medicea protesse e sponsorizzò le arti, in particolare fu il mecenate di Leon Battista Alberti al quale affidò il disegno del palazzo di famiglia (poi realizzato da Bernardo Rossellino), della Loggia Rucellai, della facciata di Santa Maria Novella, del tempietto del Santo Sepolcro nella chiesa di San Pancrazio, che divenne il suo luogo di sepoltura. Per la sua instancabile promozione dell'attività edilizia fu anche detto Giovanni delle fabbriche. Nello Zibaldone scrisse le sue memorie legate a tali imprese, per esempio per costruire Palazzo Rucellai riportò come la parte più difficili dell'impresa fosse stata convincere i vicini a vendere le loro case per realizzare il suo progetto: quella a destra del palazzo non venne mai ceduta infatti la facciata si mostra ancora oggi come spezzata su quel lato, con le giunture dei conci a zig zag come se dovesse esserci una prosecuzione.
Suo era anche il podere con la primitiva villa che vendette a Lorenzo il Magnifico, dove questi vi fece realizzare la villa medicea di Poggio a Caiano da Giuliano da Sangallo.
Fu anche un elegante scrittore e compilò lo Zibaldone quadragesimale, una preziosa fonte storica sulla famiglia Rucellai e sulla storia di Firenze.

## Matrimonio e discendenza
Sposò il 6 giugno 1428 Jacopa Strozzi, figlia di Palla Strozzi, da cui ebbe otto figli:
- Gemma (n. 18 febbraio 1429), morì infante,
- Maddalena, sposò nel 1447 Domenico di Giovanni Bartoli,
- Alessandra, sposò nel 1452 Bernardo di Giannozzo Manetti,
- Pandolfo, detto Palla (1436-1497),
- Margherita (m. 1473), sposò nel 1455 Jacopo di Francesco Venturi,
- Marietta (m. 27 novembre 1509), sposò l'11 luglio 1459 Girolamo di Luca Albizzi ed ebbe fama di santità,
- Caterina, sposò nel 1463 Piero di Francesco Vettori; loro figlio fu Francesco Vettori,
- Bernardo (1448-1514).